# Wilhelm Gaß

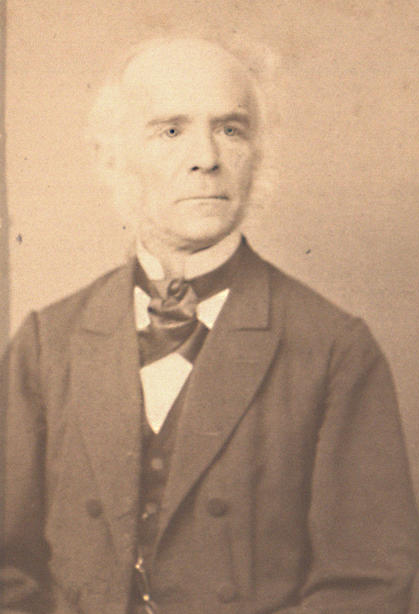
Wilhelm Gaß

Friedrich Wilhelm Joachim Heinrich Gaß (* 28. November 1813 in Breslau, Provinz Schlesien; † 21. Februar 1889 in Heidelberg) war protestantischer Theologe und Philosoph.

## Leben
Gaß wurde in Breslau geboren, wo sein Vater Joachim Christian Gaß (1766–1831), ein vertrauter Freund Friedrich Schleiermachers, Konsistorialrat und Professor der Theologie war. An der Breslauer Universität habilitierte er sich 1839, wurde 1846 außerordentlicher Professor, kam 1847 als ordentlicher Professor an die Universität Greifswald, 1861 nach Gießen, 1868 nach Heidelberg.

## Werke
- Beiträge zur kirchlichen Literatur und Dogmengeschichte des griechischen Mittelalters (Breslau 1844–1849, 2 Bde.);
- Georg Calixtus und der Synkretismus (Breslau 1846);
- Geschichte der protestantischen Dogmatik (Berlin 1854–1867, 4 Bde.);
- Zur Geschichte der Athosklöster  (Gießen 1865);
- Die Lehre vom Gewissen (Berlin 1869);
- Symbolik der griechischen Kirche (Berlin);
- Optimismus und Pessimismus. Der Gang der christlichen Welt- und Lebensansicht (Berlin 1876);
- Geschichte der Ethik (Berlin 1881, Band 1).

Aus dem Nachlass von Ernst Ludwig Theodor Henke gab er mit Alexander Vial dessen  Neuere Kirchengeschichte (Halle 1874–1880, 3 Bde.) heraus.